# Pollo de pluma amarilla
El Pollo de pluma amarilla, 黃毛雞 (Cantonese Yale: wòhng mouh gāai, Pinyin: huángmáo jī), es una raza del pollo tradicionalmente criado para carne en China. Tarda aproximadamente 120 días en crecer hasta el tamaño de mercado, comparado con los 41 días de los pollos para parrilla.
El pollo de pluma amarilla es sabroso, pero más largo y más difícil de cocinar que uno de parrilla típica, pues tiene menos grasa y más carne. Fuera de China está sólo disponible en restaurantes chinos, y, incluso allí, normalmente no en la carta inglesa.  La raza está siendo desplazada en China por pollos de parrilla.